# 국제금융센터지수
국제금융센터지수(Global Financial Centres Index, GFCI)는 전세계의 금융 센터에 대한 순위를 발표하는 지수이다. 2007년 이후 매년 3월과 9월 두 차례 발표된다.

## 역사
GFCI는 2007년부터 매년 2회(3월, 9월) 세계 도시(2015년 9월 현재 84개 도시)에 대한 금융 경쟁력을 평가해 순위를 매기는 지수다. 평가분야는 기업환경(Business Environment), 금융부문발전(Financial Sector Development), 인프라스트럭처(Infrastructure), 인적자본(Human Capital), 평판ㆍ일반요소(Reputational & General Factors) 등 5개 분야다.
2015년 9월 23일, 영국 컨설팅업체 지옌(Z/Yen)그룹과 카타르파이낸셜센터가 공동으로 조사한 국제금융센터지수(GFCI)에 따르면 서울은 전 세계 6위의 국제금융 도시로 평가됐다. 1위는 2014년 2위를 한 영국 런던이다. 마이클 마이넬리 지옌 회장은 "런던은 세금에 대한 불확실성이 적다는 점을 높이 평가받았다"고 말했다.
2017년 국제금융센터지수(GFCI 22)에 따르면 상하이가 처음으로 상위 10위권에 진입했다고 동방망이 보도했다.
영국계 컨설팅그룹 지옌은 '국제금융센터지수 25호' 보고서에서 2019년 3월 서울의 국제금융센터지수는 668점으로 세계 112개 도시 중 36위를 기록하며 지난해 9월보다 3계단 하락했다고 밝혔다.

## 여의도

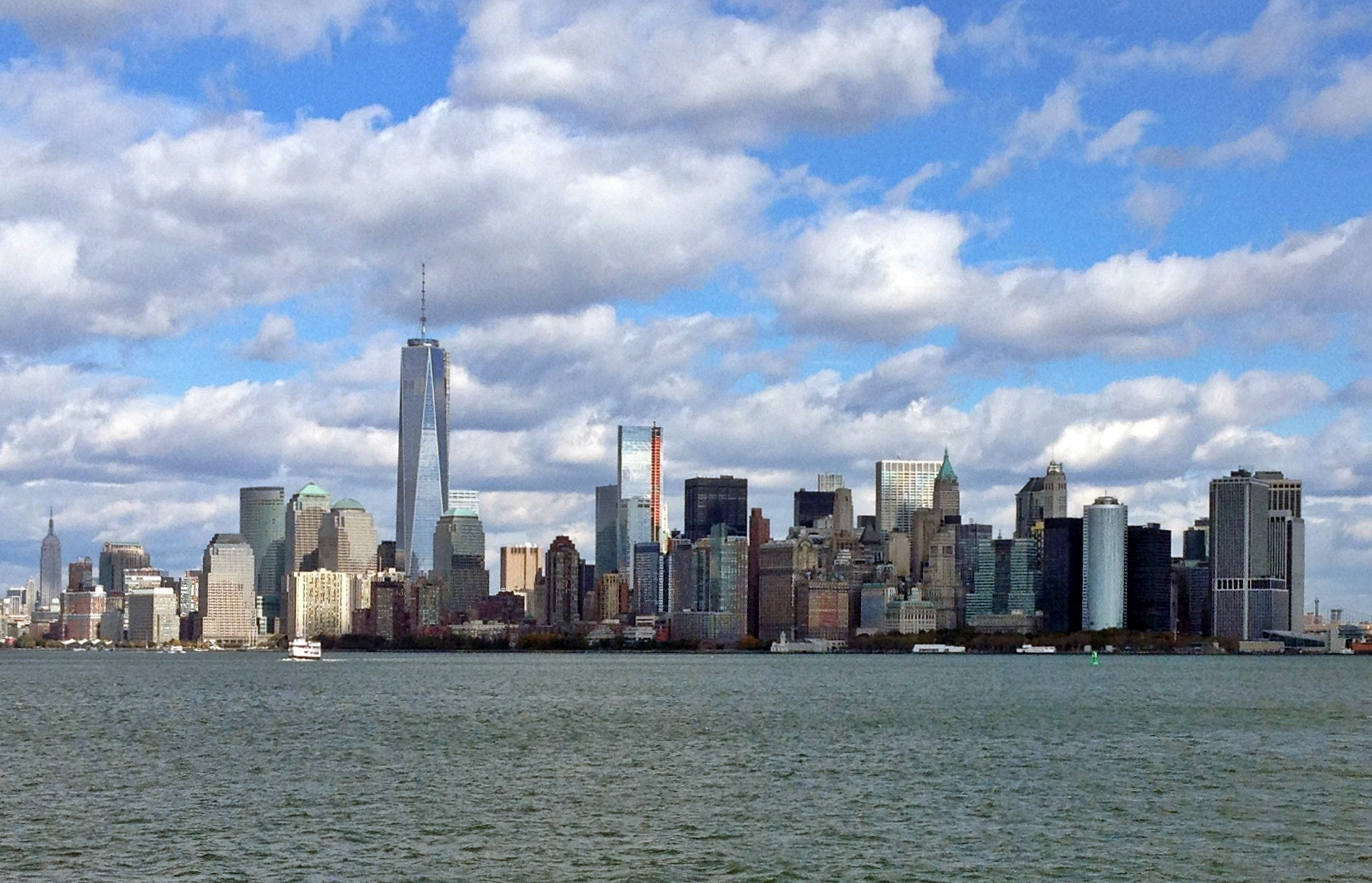
세계 최대인 뉴욕 금융가

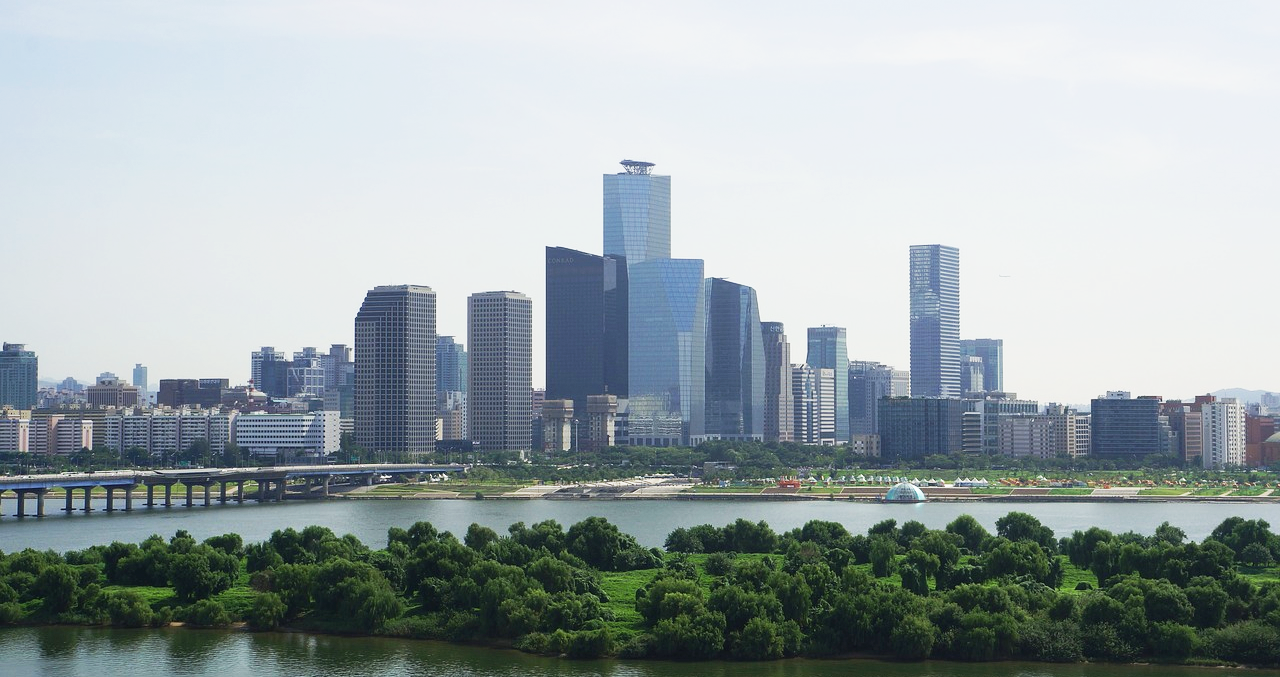
한국 최대인 여의도 금융가

대한민국은 여의도를 뉴욕 월 스트리트로 만들려고 정책을 추진했다. 월 스트리트로 유명한 세계 최대 금융가인 뉴욕시 파이낸셜 디스트릭트 (맨해튼)에는 대형 은행 증권사의 본사들이 집결되어 있다.
그러나 정부 정책이 탄력을 받지 못하면서, 여의도에 있던 한국거래소와 한국예탁결제원이 부산 남구 문현동으로 이전했다. 대형 증권사 본사도 여의도를 속속 떠났다. 은행 본사들도 여의도에 있는 경우는 많지 않다. 한국은행 조차도 여의도에 있지 않다.
정부가 서울 여의도 금융지구 건설에만 집중해도 선진국 추월이 힘든판에, 부산 문현 금융지구 건설을 하겠다며 여의도에서 한국거래소와 한국예탁결제원을 이전시키자, 여의도에 모든 것을 집중하려던 당초 계획이 폐기되면서, 한국에는 유명한 금융지구가 단 하나도 존재하지 않게 되었다. 정부가 의욕을 보이지 않자, 국내 금융 대기업 본사들도 다들 여의도를 떠나버렸다. 그런 분위기에서 외국 금융 대기업 한국 본사들만이 나홀로 여의도에 입주할 가능성은 낮다.
결국 각국 대도시의 금융지구(Financial District)를 성적매기는 국제금융센터지수에서, 서울은 2015년 세계 6위까지 올라갔지만, 2019년 36위로 떨어졌다. 서울이라는 것은 결국 여의도 금융지구의 성적을 말하는 것이다.

## 같이 보기
- 금융 센터
- 파이낸셜 디스트릭트 (맨해튼) - 세계 최대 금융가
- 시티오브런던 - 영국 최대 금융가
- 푸둥 신구 - 중국 최대 금융가
- 여의도 - 한국 최대 금융가